# Paloma Picasso
Paloma Picasso, właśc. Anne Paloma Ruiz-Picasso y Gilot (ur. 19 kwietnia 1949 roku w Vallauris, we Francji) – francusko-hiszpańska projektantka mody oraz bizneswoman, córka pary artystycznej: Pabla Picassa i Françoise Gilot.
Stworzyła własną markę nazwaną jej imieniem znaną z linii perfum oraz kolekcji strojów wieczorowych. Projektuje także biżuterię dla Tiffany & Co.
Paloma Picasso mieszka w Lozannie, w Szwajcarii oraz w Marakeszu, w Maroko.

## Życiorys
Paloma Picasso urodziła się 19 kwietnia 1949 roku w Vallauris. Jest dzieckiem malarza Pabla Picassa oraz pisarki i malarki Françoise Gilot. Dziadek od strony matki – Emile Gilot – był chemikiem i perfumiarzem. We wczesnym wieku Paloma była przedmiotem wielu prac jej ojca m.in.:  Palomy z pomarańczą i Palomy w błękicie. Imię Paloma oznacza gołębicę, dlatego też na obrazach swojego ojca najczęściej jest z nim ukazana. 
Dorastała wśród artystów stąd od wczesnych lat wykazywała spore zainteresowanie do sztuki. Największą uwagę przykuwała jednak biżuterii, której profesjonalnym projektowaniem zajęła się w 1968 roku. Została wówczas zatrudniona do pracy przy kostiumach w Paryżu. W swoich projektach wykorzystywała kamienie zakupione na pchlich targach, co przykuwało uwagę krytyków, a także samych projektantów mody jak Yves Saint Laurent, który zaprosił Palomę do stworzenia biżuterii dla jego kolekcjii. Picasso była bliską przyjaciółką projektanta, a także muzą Andiego Warhola.

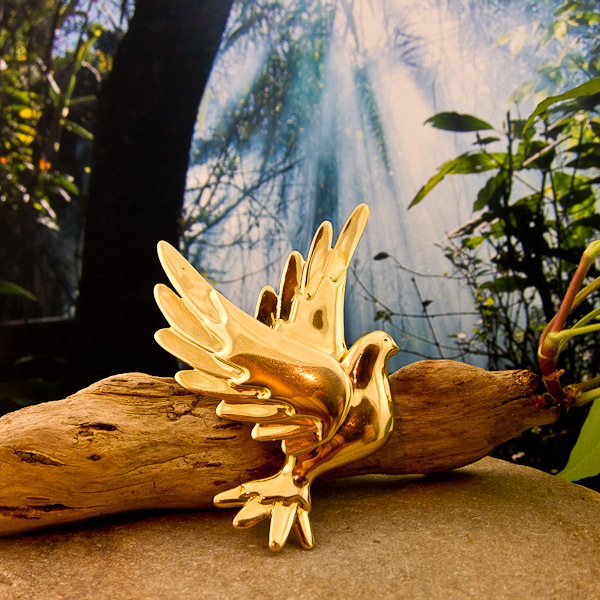
Broszka projektu Palomy Picasso dla marki Tiffany & Co z charaktertycznym gołębiem.

W 1971 roku zaczęła pracę w greckiej firmie jubilerskiej Zolotas. W 1980 została zatrudniona jako projektantka biżuterii dla Tiffany & Co. Współpraca z marką trwała ponad 40 lat. Znakiem rozpoznawczym akcesoriów tworzonych przez Palomę było użycie różnokolorowych kamieni w często geometrycznych kształtach, a także symbol gołębicy.
Cztery lata po rozpoczęciu pracy w Tiffany & Co. Picasso wydała pierwsze perfumy dla marki kosmetycznej L'Oréal, które nosiły nazwę Paloma. W kolejnych latach — już dla własnej marki Paloma Picasso — tworzyła kolejne linie perfum oraz akcesoriów i dodatków.

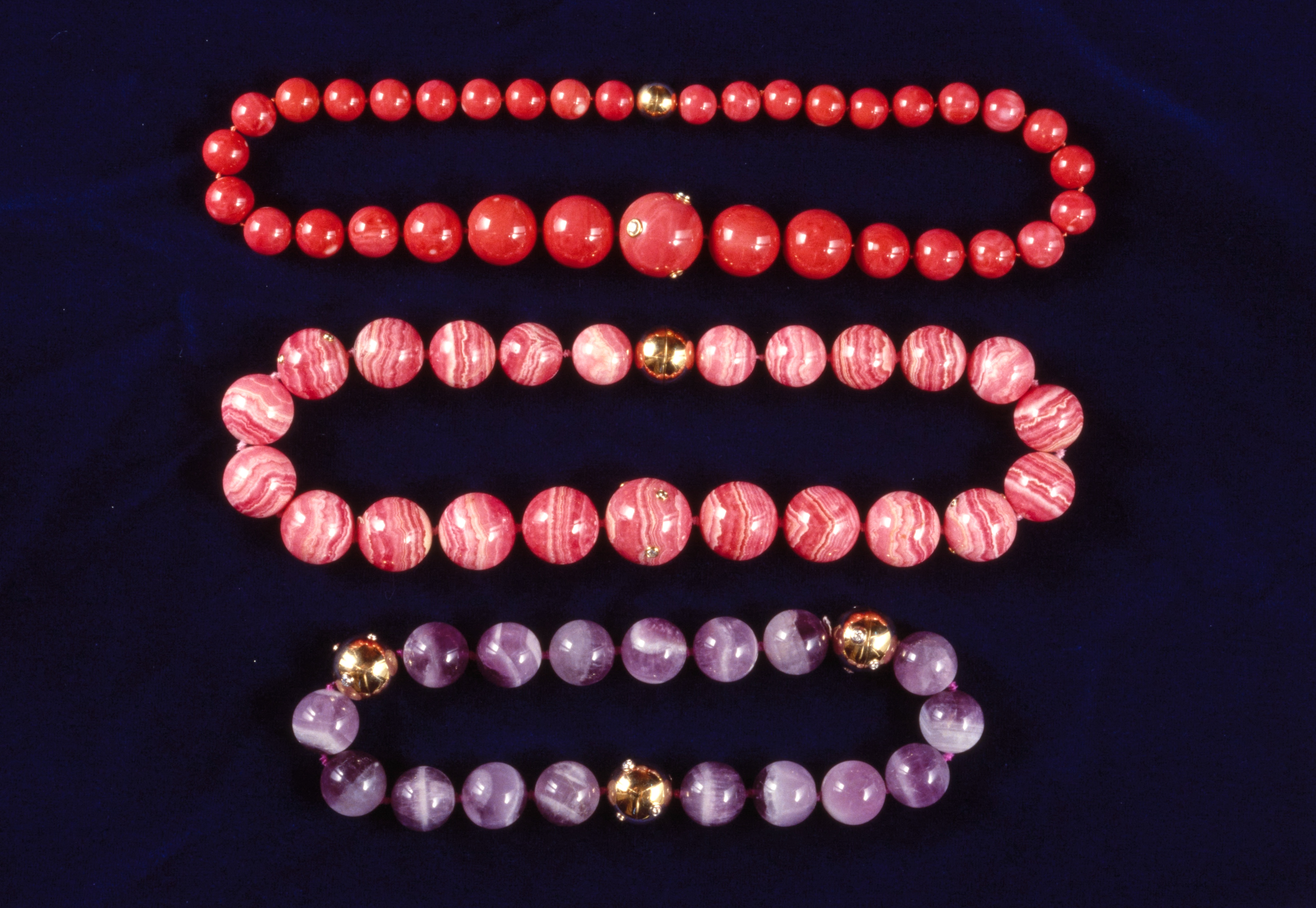
Biżuteria projektu Palomy Picasso z charakterystycznymi kamieniami szlachetnymi w geometrycznych wzorach.

W latach 70. oraz 80. była uznawana za ikonę stylu, a charakterystyczna czerwona szminka oraz stylizacje retro i nawiązujące do jej iberyjskich korzeni stały się znakiem rozpoznawczym Palomy. W 1983 roku znalazła się na liście Najlepiej Ubranych Ludzi. Natomiast w 1988 roku została uhonorowana przez organizację The Fashion Group za ogromny wpływ wniesiony do branży modowej. Otrzymała także nagrodę MODA od stowarzyszenia hiszpańskich projektantów (The Hispanic Designers Inc.). 

### Życie prywatne
W 1978 roku poślubiła scenarzystę i reżysera Rafaela Lopeza Cambila (znanego również jako Rafael Lopez-Sanchez). Para w 2000 roku zdecydowała o separacji, a kilka lat później rozwiodła się. Kolejnym mężem Palomy jest lekarz Eric Thévenet, z którym mieszka w Lozannie, w Szwajcarii oraz w Marakeszu, w Maroko.

## Filmografia
- 2008-2009: Serial TV "Memòries de la tele" – obsada aktorska.
- 2006: Serial TV "HARDtalk Extra" – obsada aktorska (jako ona sama)
- 1989: Serial TV "La luna" – obsada aktorska (jako ona sama)
- 1989: Film dokumentalny "Pablo Picasso: Réminiscences" – obsada aktorska (jako ona sama)
- 1987: Serial TV "Wetten, dass..?" – obsada aktorska (jako ona sama)
- 1980: Film dokumentalny "Picasso: A Painter's Diary" – obsada aktorska (jako ona sama)
- 1974: Film "Opowieści niemoralne" – jako Elżbieta Batory